# پست‌های بسکتبال

پست‌های بسکتبال

پست‌های بسکتبال (به انگلیسی: Basketball positions) به محل                          قرارگیری هریک از بازیکنان یک تیم بسکتبال در نقاط مختلف زمین بازی گفته می‌شود. در بازی بسکتبال پنج پست مختلف وجود دارد که به ترتیب عبارتند از:

1. پوینت گارد (به انگلیسی: Point guard)
2. شوتینگ گارد (به انگلیسی: Shooting guard)
3. اسمال فوروارد (به انگلیسی: Small forward)البته مربی‌های حرفه ای به جای اسمال فوروارد از دو شوتینگ گارد در چپ و راست زمین بالای محوطه سه امتیازی و سه الی پنج متر فاصله با پوینت گارد استفاده می‌کنند
4. پاور فوروارد (به انگلیسی: Power forward)
5. سنتر (به انگلیسی: Center)
 گاهی به جای نام بردن از نام این پست‌ها از شماره آن‌ها استفاده می‌شود، در فهرست بالا شماره‌ها به ترتیب درست وارد شده‌اند. برای مثال گاهی به‌جای استفاده از کلمه اسمال فوروارد از کلمهٔ پست ۳ استفاده می‌شود.
 هر بازیکن در هنگام بازی مسئولیت یکی از این پست‌ها را بر عهده دارد. این پست‌ها برای هر بازیکن معمولاً بر اساس بلندی قد وی انتخاب می‌شوند. در بیشتر مواقع بلندترین بازیکن تیم در پست سنتر بازی می‌کند که به بازیکن پست ۵ نیز شناخته می‌شود. این در حالیست که بازیکنان با قد متوسط در پست‌های ۳ و ۴، یعنی به عنوان اسمال فوروارد یا پاور فوروارد بازی می‌کنند. کوتاهترین بازیکنان تیم نیز در پست‌های ۱ و ۲، یعنی به عنوان پوینت گارد و شوتینگ گارد بازی می‌کنند. البته در سال‌های اخیر و در سیستم‌های نوین بسکتبال کوتاه یا بلند بودن بازیکن در پست‌های مختلف معنای گذشته خود را از دست داده و بازیکن‌ها با توجه به سیستم‌های جدید و قابلیت‌ها در پست‌های مختلف بکار گرفته می‌شوند و گاهیً مشاهده می‌شود بازیکن بلند قامت با قابلیت‌های تکنیکی و پاس‌دهی بالا نیز در پست‌های ۱ و ۲ بکار گرفته می‌شود و گاهیً برخی تیم‌ها مثل هیوستون(۲۰۲۰٬۲۰۱۹) با مدلی تحت عنوان اسمال بال بدون داشتن بازیکن بلند قامت و بیگ من در پست سنتر بازی می‌کند. خلاصه این‌که تفکرات مربیان حرفه‌ای جدید مرزهای گذشته را تا حدودی درنوردیده و تا حدودی قائل به مرزبندی گذشته در انتخاب بازیکن با تعاریف گذشته برای پست‌های مختلف، نمی‌باشد.

## گارد راس
مقالهٔ اصلی: پوینت گارد
پوینت گارد (PG)، یا پست ۱، به‌طور معمول بهترین بال‌هندلر و پاسور تیم است. بازیکن پوینت گارد وظیفهٔ سرعت بخشیدن به حملات تیمش را با کنترل صحیح توپ و رساندن آن به بهترین بازیکن در بهترین زمان ممکن دارد. پوینت گارد معمولاً کوتاه‌قدترین بازیکن تیم است. حدود قد پوینت گاردها بین ۶فوت ۲اینچ (۱/۸۸متر) تا ۶فوت ۴اینچ (۱/۹۳متر) و در اتحادیه ملی بسکتبال زنان ۵فوت ۹اینچ (۱/۷۵متر) یا کوتاه‌تر است.

## شوتینگ گارد
مقالهٔ اصلی: شوتینگ گارد
شوتینگ گارد (SG)، یا پست ۲، یا آف گارد، وظیفهٔ امتیازگیری و بازیسازی برای تیمش را دارد. حدود قد شوتیگ گاردها بین ۶فوت ۴اینچ (۱٫۹۳ متر) تا ۶فوت ۷اینچ (۲٫۰۱ متر) و در اتحادیه ملی بسکتبال زنان ۵فوت ۹اینچ (۱٫۷۵متر) تا ۶ فوت (۱٫۸۳متر) است.
مثال: کوبی برایانت فقید

## اسمال فوروارد
مقالهٔ اصلی: مهاجم ریزتک
اسمال فوروارد (SF)، یا پست ۳، یا مهاجم ریزتک تطبیق‌پذیرترین پست از بین پنج پست بسکتبال در نظر گرفته می‌شود. اسمال فورواردها معمولاً کوچک‌جثه ترو سریعتر از پاور فوروارد‌ها و سنتر‌ها ولی قدبلند تر، بزرگتر و قویتر از هر کدام از گاردها هستند. حدود قد اسمال فورواردها بین ۶فوت ۳/۵اینچ (۱/۹۲متر) تا ۶فوت ۸/۲۵اینچ (۲/۰۴متر) است.مثال لبران جیمز.

## پاور فوروارد
مقالهٔ اصلی: فوروارد قدرتی (بسکتبال)
پاور فوروارد (PF)، یا پست ۴، یا فوروارد قدرتی معمولاً نقشی مانند پست سنتر ایفا می‌کند. پاور فوروارد معمولاً قدرتمندترین و وابسته‌ترین امتیازآور تیم است. حدود قد پاور فورواردها بین ۶فوت ۶اینچ (۱/۹۶متر) تا ۶فوت ۱۰اینچ (۲/۰۸متر) و در اتحادیه ملی بسکتبال زنان ۶فوت (۱/۸۳متر) تا ۶فوت ۳اینچ (۱/۹۱متر) است.

## سنتر
مقالهٔ اصلی: سنتر (بسکتبال)
سنتر (C)، یا پست ۵، یا بازیکن محوری، معمولاً در نزدیکی بیس‌لاین یا سبد بازی می‌کند. سنترها معمولاً بلندقدترین بازکنان تیم هستند. حدود قد سنترها معمولاً بالاتر از ۶فوت ۱۰اینچ (۲/۰۸متر) است.